# Спалах над Києвом 19 квітня 2023 року
Спалах над Києвом 19 квітня 2023 року — вибух боліда, що стався о 21:57 (за Київським часом) в стратосфері над Київською областю, який спостерігався в багатьох районах області і виглядав, як повітряний об'єкт, що світився яскравим білим сяйвом. Згодом пролунав звук, схожий на вибухи.

## Висвітлення події
В Офісі Президента України повідомили, що спалах у небі — це робота української ППО, а Київська державна військова адміністрація — про те, що це явище стало результатом падіння на Землю космічного супутника НАСА.
Головний центр спеціального контролю ДКАУ повідомив про реєстрацію високоенергетичної акустичної події з розрахунковим місцем епіцентру гучного вибуху в Київській області і пов'язав її зі входом космічного тіла в щільні шари атмосфери Землі.
Командування Повітряних сил Збройних сил України заявило, що за попередньою інформацією, спалахи були пов'язані з падінням супутника або метеорита. Висувались припущення, що спалах міг бути спричинений падінням американського космічного апарата RHESSI, але за офіційними даними, зазначений космічний апарат на той час знаходився в космосі далеко від території України. Речник Повітряних сил Юрій Ігнат повідомив, що спалах також спостерігався з території Білорусі, і що за інформацією Державного космічного агентства України тіло, яке спричинило спалах, мало космічну природу.

## Результати розслідування
Міжнародна метеорна організація (англ. International Meteor Organization, IMO), до якої входять сотні науковців та їхні колективи з 42 країн, поділилася результатами розслідування щодо падіння боліда в Україні.
Згідно з науковим підходом до з'ясування проблеми було повідомлено, що спостереження проводились найсхіднішими камерами Європейської болідної мережі (EN), а саме на двох станціях відеофіксації та одній радіометричній станції у Словаччині. Для розслідування також був залучений матеріал від пункту спостереження в Угорщині. Окрім того, вчені проаналізували відео, отримані безпосередньо у Києві.
Було встановлено, що найяскравіший спалах відбувся на висоті 38 км — його абсолютну зоряну величину оцінили у −18, тож болід віднесли до суперболідів. Подібний за яскравістю спалах відбувся ще на висоті 32,5 км, а також кілька менших на висотах у 31, 30 і 29,5 км. Востаннє болід бачили на висоті 28 км над землею, коли його швидкість складала близько 10 км/с. Відповідно, вчені зробили висновок, що довжина траєкторії боліда над Україною становила 132 км із нахилом по горизонталі у 32°.

Космічне тіло увійшло в атмосферу на висоті 98 км над смт Велика Димерка на Київщині. Далі воно пронеслось у південно-західному напрямку над Києвом вже на середній висоті у 80 км та зі швидкістю 29 км/с. Воно вибухнуло з великою силою на висоті приблизно 38 км, коли пролітало над північно-західними околицями міста Фастова, де розкололося на безліч осколків і пилу.
Якщо щось і долетіло до поверхні Землі, то занадто маленьких розмірів, які ощасливили східну частину Попільнянського району Житомирщини.
Загалом це явище тривало всього 5 секунд. Раніше Державне космічне агентство України припускало, що причиною міг бути метеор із метеорного потоку Ліриди. Результати дослідження події це не підтверджують. Натомість там вказано, що геліоцентрична орбіта космічного тіла була астероїдальною з кутом нахилу до екліптики у 46,5°. У метеорного потоку Ліриди вона приблизно 80°.
Маса суперболіда складала від 200 до 300 кг, а діаметр — близько 0,5 м. Також зазначалося, що велика піввісь орбіти метеороїда складала близько 1,59 астрономічної одиниці, тож цілком імовірно, що він міг пройти близько до Землі ще два роки тому.